# Om vi lever, lever vi för Herren
Om vi lever, lever vi för Herren är en psalm med text från Romarbrevet 14:8. Musiken är komponerad 1985 av Torgny Erséus.

## Publicerad i
- Psalmer och Sånger 1987 som nummer 783 under rubriken "Psaltarpsalmer och andra sånger ur bibeln - Bibelvisor".[1]